# Ascogaster bekilyensis
Ascogaster bekilyensis är en stekelart som beskrevs av Granger 1949. Ascogaster bekilyensis ingår i släktet Ascogaster och familjen bracksteklar. Inga underarter finns listade.